# La Pierre qui pousse (Eppeville)
La Pierre qui pousse est un menhir qui fait partie d'un alignement mégalithique, situé sur le territoire de la commune d'Eppeville à l’extrême sud-est du département de la Somme.

## Caractéristiques
L'alignement mégalithique d'Eppeville date de l'époque néolithique. Il est composé de cinq blocs alignés sur une distance de 27 mètres. Un des bloc, le plus important, La Pierre qui Pousse est la seule qui ait une forme aplatie et triangulaire. C'est un menhir  de plus de 1, 8 m de haut sur 1, 9 m de large à la base. Son appellation de "Pierre qui Pousse" n'est pas due à un phénomène d'élévation naturelle contrairement à la croyance populaire. L'érosion à la base du mégalithe donne l'impression d'une "poussée" au fil du temps. Phénomène pouvant être amplifié par le changement climatique (modification chimique et biologique des sols, ruissellement plus intensif...). 
La pierre qui pousse est classée « monument historique » en 1889.

## Croyances populaires
Il existe différentes explications ou croyances populaires plus ou moins farfelues qui n'ont aucune base scientifique : champ magnétique induit, dû à une poche de minerai de fer, influence lors des forts coefficients de marée, poussée de lave à très haute profondeur et convergence des forces en un point, mouvement d'élévation depuis la dernière glaciation (crédible en Scandinavie mais pas ici), éclairs tombant sur la pierre attirée par le champ électrique, ancien site d'atterrissage extra-terrestre conçu pour être toujours visible quelles que soient les civilisations humaines, borne frontière de l'Atlantide reposant sur le socle non submergé et plus solide que le reste des terres...

## Légendes
Clodomir Boulanger racontait cette légende: 

« Un jour, Gargantua parcourant la contrée se sentit gêné dans son sabot. En le secouant, il fit tomber les cinq grès qui ont ainsi formé un alignement. Depuis ce jour, le voyageur qui s'attarde la nuit sur le chemin du halage entend les gémissements et les lamentations de la Pierre qui pousse.
Une autre croyance populaire veut que la plus grande de ces pierres fasse un tour sur elle-même la nuit de Noël quand sonnent les douze coups de minuit. »